# Cantone di Largentière
Il Cantone di Largentière era una divisione amministrativa dell'arrondissement di Largentière.
A seguito della riforma approvata con decreto del 13 febbraio 2014, che ha avuto attuazione dopo le elezioni dipartimentali del 2015, è stato soppresso.

## Composizione
Comprendeva i comuni di:
- Chassiers
- Chauzon
- Chazeaux
- Joannas
- Largentière
- Laurac-en-Vivarais
- Montréal
- Prunet
- Rocher
- Rocles
- Sanilhac
- Tauriers
- Uzer
- Vinezac